# 林金鍊
林金鍊（1937年—），懸絲傀儡藝師，出生臺灣新竹市布袋戲世家，跟隨父親林祥的景春園布袋戲團學習布袋戲，曾拜師布袋戲大師李天祿，後來投入懸絲傀儡技藝，向陳溪先生拜師學習符咒法術，成立景春堂傀儡掌中劇團，是臺灣少數專門跳鍾馗的懸絲傀儡藝師。

## 生平
林金鍊出生在臺灣新竹，是布袋戲世家，他的父親林祥是布袋戲演師，也是道士。15歲開始，跟著父親林祥經營的景春園布袋戲團四處演出，同時學習演出之前的跳鍾馗除煞儀式。林金鍊18歲時，結識布袋戲大師李天祿，成為入門弟子，學習北部布袋戲的操偶技巧，曾在臺北的似宛然劇團擔綱主演，也曾與亦宛然、小西園合作，赴歐洲、土耳其、中南美、日本、澳洲等地巡迴演出。1969年，創立景春堂傀儡掌中劇團，早期以演出布袋戲為主，近年結合民俗法事、除煞科儀等，以懸絲傀儡「跳鍾馗」為主要表演內容。
眼見布袋戲逐漸式微，林金鍊投入懸絲傀儡技藝，專研跳鍾馗除煞儀式。1981年拜師陳溪先生，學習符咒法術及道士科儀。曾參與臺北燈會主燈祈福、西門紅樓開幕、新舞臺啟用典禮、駐法巴黎文化中心開幕等。他於2010年獲第十六屆中華文化藝術薪傳獎地方戲劇獎、2011年獲臺北市傳統藝術藝師獎。2013年臺北市政府將跳鍾馗登錄「無形文化資產」，景春堂傀儡掌中劇團登錄為「跳鍾馗保存團體」。
早期有跳鍾馗不能觀看的禁忌，林金鍊為使觀眾能親近跳鍾馗技藝，將之表演藝術化，改良成儀式劇場，且鼓勵愈多人欣賞愈好。2017年曾於大稻埕戲苑推出「傳統藝師林金鍊傀儡戲藝術特展」，現場布置出跳鍾馗法壇，包含鍾馗戲偶、景春堂跳鍾馗香案、香爐、古董燭台、大繡旗，也有林金鍊收藏的器物，以及家傳百年的「符咒木印版」。
林金鍊的弟子有：孫子林承德和布袋戲藝師郭建甫。